# 弘宗王
弘宗王（ひろむねおう）は、平安時代前期の皇族。舎人親王の子孫。官位は従四位下・越前守。

## 経歴
仁明朝の承和8年（841年）従五位下・長門守に叙任される。承和13年（846年）従五位上に昇叙。
文徳朝の仁寿元年（851年）子息8名について中原真人の賜姓を請い、許されて臣籍降下させる。仁寿2年（852年）丹後守次いで讃岐権守と引き続き地方官を務めるが、讃岐国に赴任して間もなく仁寿3年（853年）にかけて満濃池の修築を行っている。仁寿4年（854年）正五位下に昇叙。斉衡4年（857年）に讃岐国の農民らからの訴えにより、朝廷から事実関係を推問するための詔使が派遣され、弘宗王は罪人として同国内への禁固に処される。しかし、弘宗王は逃亡して入京したために右京職に散禁 された。
のち許されて、清和朝の貞観2年（860年）左京大夫に任ぜられ官界に復帰するが、間もなく大和守と再び地方官に転じ、貞観4年（862年）には従四位下に叙されている。また同年、参議以上の官職に就いている者に対して、時の政治に関して議論させ諸政策の効果について詳らかにせよとの詔勅が出された際、右大臣・藤原良相により参議以外の者で意見を述べさせるべき者の一人として弘宗王の名が挙げられ、国司としての経験が豊富で地方官として名高く、自分が必要と考える施策に費用をつぎ込むことで、時には法令に抵触することもあったが、経国を語るに十分な才覚があったと評されている。貞観5年（863年）短期間左中弁を務めるが、間もなく大和守に復した。また、貞観6年（864年）仁明天皇の女御・藤原貞子（藤原三守の娘）が薨去した際には葬儀を監護した。貞観7年（865年）越前守に任ぜられる。
貞観13年（871年）9月6日卒去。最終官位は越前国守従四位下。同年10月23日に越前国の民から出挙の数を水増ししてその利息を私物化したとして、国司としての2度目の不正が訴えられるが、既に没していたことから断罪を逃れた。

## 官歴
『六国史』による。
- 時期不詳：正六位上
- 承和8年（841年） 正月13日：従五位下、長門守
- 承和13年（846年） 正月7日：従五位上
- 仁寿2年（852年） 正月15日：丹後守。2月28日：讃岐権守[7]
- 仁寿4年（854年） 正月7日：正五位下
- 斉衡4年（857年） 正月16日：散禁
- 貞観2年（860年） 正月16日：左京大夫。8月26日：大和守
- 貞観4年（862年） 正月7日：従四位下
- 貞観5年（863年） 2月10日：左中弁。2月16日：大和守
- 貞観7年（865年） 正月27日：越前守
- 貞観13年（871年） 9月6日：卒去（越前国守従四位下）[8]

## 系譜
以下理由より、弘宗王は舎人親王の子孫と見られる。
- 仁寿元年（851年）弘宗王の子息8名が臣籍降下し中原真人姓を与えられた[2]。
- 貞観16年（874年）上記の弘宗王子息の子孫と想定される中原正基が清原真人姓（舎人親王の子孫に与えられる氏姓）に改姓した[10]。

なお、舎人親王と弘宗王の間をつなぐ系譜として以下があるが、史料的根拠としては乏しく、特に後者の豊前王の子に弘宗王を充てるのは年代的にも無理があると評価されている。
- 舎人親王－船王－葦田王－垣見王－弘宗王（中田憲信『皇胤志』）[11]
- 舎人親王－船王－栄井王－豊前王－弘宗王（「近江国御家人井口中原系図」鈴木真年『諸氏家牒』所収,東大史料編纂所蔵）[12][13]